# Pliciloricidae
Pliciloricidae é uma família de pequenos animais marinhos do filo Loricifera.

## Gêneros
- Pliciloricus Higgins e Kristensen, 1986
- Rugiloricus Higgins e Kristensen, 1986
- Titaniloricus Gad, 2005